# Il rosso segno della follia
Il rosso segno della follia è un film del 1970, diretto da Mario Bava.

## Trama
Il trentenne John Harrington è proprietario di un negozio, specializzato in abiti nuziali. Seduttore e amante della vita mondana, l'artigiano è, in realtà, un assassino seriale, traumatizzato dalla perdita della madre. Il giovane, per nascondere la sua vera identità, convive con la moglie Mildred. Stanco perfino del matrimonio, ucciderà la donna spietatamente. Ma la defunta, per vendetta, ricomparirà, sotto forma di fantasma.

## Produzione
Originariamente, il film doveva intitolarsi Un’accetta per la luna di miele. Le riprese iniziarono a metà settembre del 1968, nei pressi di Barcellona. Verso ottobre, la troupe si spostò in Italia, per girare alcune sequenze all'interno di Villa Parisi.
In fase di post-produzione, il produttore decise, per ragioni commerciali, di cambiare location. Spostò, quindi, l'ambientazione a Parigi. Lamberto Bava venne incaricato di dirigere la seconda unità. A causa, però, di problemi di budget, il lungometraggio non fu terminato e Mario Bava dovette aspettare un anno per finire il progetto.

## Distribuzione
Il rosso segno della follia venne distribuito in Italia e in Spagna nel 1970, a distanza di qualche mese. Tre anni dopo, uscì nel Regno Unito e negli USA, col titolo internazionale Hatchet for the Honeymoon.
L'opera di Bava venne vietata ai minori di 18 anni, a causa di alcune sequenze particolarmente violente.

## Accoglienza
Morando Morandini, all'interno del suo dizionario omonimo, reputa il lavoro di Mario Bava come «uno dei suoi film più ambiziosi, controllati ed imprevedibili».
La rivista cinematografica FilmTv recensisce la pellicola positivamente («genuinamente libera di giocare con invenzioni, citazioni e humour nero»).